# Université d'État d'économie de Saint-Pétersbourg
L'Université d'État d'économie de Saint-Pétersbourg (UEESP) (en russe : Санкт-Петербургский государственный экономический университет) est un établissement d'enseignement supérieur russe. L'UEESP a été créée le 1er août 2012 de la fusion de l'Université d'État d'économie et de finances de Saint-Pétersbourg (FINEC) et de l'Université d'Etat d'ingénierie et d'économie de Saint-Pétersbourg (INGEKON).

## Campus
Le campus de l'université est installé entre la rue Sadovaïa et le canal Griboïedov, dans les bâtiments de l'ancienne banque des assignats réalisés à la fin du XVIIIe siècle dans un style classique par le célèbre architecte italien Giacomo Quarenghi, qui fut l'un des principaux architectes de la ville. Le pont de la Banque, qui franchit le canal Griboïedov au niveau de l'université, est orné de quatre griffons (des lions ailés), créatures mythiques censées être les gardiens du trésor.

## Université d'État d'économie et de finances de Saint-Pétersbourg
L'Université d'État d'économie et de finances de Saint-Pétersbourg (en russe : Санкт-Петербургский государственный университет экономики и финансов) était un établissement d'enseignement supérieur créé en 1930 à Leningrad, Russie à partir de l'Institut Polytechnique. À l'origine, l'établissement portait le nom d'Institut de finance et d'économie de Léningrad (en russe : Ленинградский финансово-экономический институт, ЛФЭИ) et avait conservé sur nom usuel de "FINEC" ("ФИНЭК").
Avant son regroupement avec les deux autres établissements, l'université comptait environ 13 000 étudiants, 11 facultés et 40 départements occupant les locaux de l'actuelle université d'État d'économie de Saint-Pétersbourg[Quand ?]. Elle était classée meilleur établissement d'enseignement économique de Russie depuis 1991 selon le Ministère de l'éducation russe.

## Accords de coopération
Un centre franco-russe ayant des accords de coopération avec l'Université Grenoble II-Pierre Mendès-France et l'Université Paris-Dauphine propose un cursus en langue française (Licence et Master).